# Knolliger Baldrian
Der Knollige Baldrian (Valeriana tuberosa) ist eine Pflanzenart aus der Unterfamilie der Baldriangewächse (Valerianoideae). Er ist vom Mittelmeerraum bis Westasien heimisch.

## Beschreibung
Beim Knolligen Baldrian handelt sich um eine unverzweigt aufrecht wachsende, ausdauernde, krautige Pflanze, die eine Größe von bis zu 70 Zentimetern erreicht. Ausläufer fehlen, das Rhizom ist knollig und dick. Die Sprossachse ist meist kahl, selten zum Ansatz und an den Knoten behaart.
Die Blätter sind in der Regel kahl oder allein am Rand kurz behaart, nur selten auch auf der Blattoberfläche behaart. Die Blätter am unteren Teil der Pflanze und am Stängelansatz sind einfach und gestielt, der Blattstiel ist 10 bis 40 (selten 5 bis 45) Millimeter lang, die Blattspreite 20 bis 70 (10 bis 80) Millimeter lang und 10 bis 50 (5 bis 60) Millimeter breit, elliptisch, länglich-rund lanzettlich bis länglich-rund umgekehrt-eiförmig. 
Die annähernd ungestielten oder auch gestielten mittleren bis oberen Blätter sind fiederschnittig oder fiederspaltig mit zwei bis sechs Fiederblattpärchen. Der Blattstiel ist 8 bis 25 (2 bis 30) Millimeter lang, die Spreite 25 bis 55 (15 bis 65) Millimeter lang und 8 bis 20 (selten ab 5) Millimeter breit. Die einzelnen Fiedern sind linealisch, 6 bis 25 (4 bis 34) Millimeter lang und 3 bis 8 (1 bis 10) Millimeter breit.
Der drüsig behaarte Blütenstand ist besetzt mit lanzettlich-ahlenförmigen, einfachen und kahlen Tragblättern sowie dreieckig-lanzettlichen, einfachen, schwach drüsig behaarten Vorblättern.
Die rote Krone misst 5 bis 7,2 (4 bis 8) Millimeter und ist auf der Außenseite kahl, die Blütenröhre innen behaart, die äußeren Kronlappen messen 1,2 bis 2 (1 bis 2,3) Millimeter, die inneren 0,9 bis 1,8 (0,6 bis 2) Millimeter. Die Staubbeutel sind 0,8 bis 1,1 Millimeter lang, die Früchte sind eiförmige Achänen, die 2,7 bis 3,9 (2,3 bis 4,5) Millimeter lang sind. 
Die Chromosomenzahl beträgt 2n = 16.

## Verbreitung
Die Art ist heimisch vom Mittelmeerraum bis zum Kaukasus, nach Westasien und Nordafrika und kommt in Höhenlagen von 300 bis 2350 Meter vor, vorzugsweise auf Kalkstein in Lichtungen unter anderem von Steineichen- und Kermeseichenwäldern. 